# 누구세요?
《누구세요?》는 2008년 3월 5일부터 2008년 5월 1일까지 방영된 문화방송의 드라마로 의학 드라마였던 《뉴하트》의 후속 드라마이며, 유령드라마 이기도 하다.

## 등장 인물

### 주요 인물
- 윤계상 : 차승효 역

세계 굴지의 미국계 투자 자문회사 '블루스톤'의 한국지사 대표 여러 종류의 투자를 포괄해서 다 하지만 주로 M&A를 전문으로 한다.친부모한테 버려져 고아원에서 살다가 일곱살 때 지금의 부모님에게 입앙되었다 150이 넘는 그의 아이큐! 그게 그들이 그를 선택한 이유였다 미국에서의 이민생활로 법적으로나 정서적으로도 미국인인 그. 일 때문에 한국에 돌아왔다가 교통사고를 당해 중태에 빠지는데 사고 이후로 정신이 오락가락 한다?!
- 고아라 : 손영인 역

막 고등학교를 졸업했다 세종대 만화애니메이션학과에 합격했지만 갑작스런 아버지의 죽음으로 진학을 포기하고 지금은 낮엔 고깃집에서 밤엔 편의점에서 아르바이트를 하며 생활비를 벌고 있다 블로그에 일기를 쓰듯 그녀의 일상을 담은 만화를 매일 연재하고 있다 지금으로선 대학은 무리이고 한숨 돌리고나면 공모전에 도전해 볼 생각이다 힘든 일과 속에 틈틈이 만화를 그리는 게 낙이고 희망이고 혼자 남은 그녀가 사는 이유이다 엉뚱하다 뚱하다 종잡을 수 없다 스릴러 영화의 반전 같다 하지만 그 모든 것이 사랑스러운 따갑지만 따뜻한 봄 햇살같은 아이 엄마가 돌아가시고 10년을 아빠와 살았다 그런 엄마같던 아빠가 사고로 돌아가신 후 처음보는 남자가 자꾸 돌아와서 아빠 행세를 한다?!
- 강남길 : 손일건 역

'후다닥 퀵서비스'의 성실한 배달원이였으나 갑작스런 사고로 비명횡사해 현재는 '유령'이다 레테의 강을 건너 다음 세상으로 가기 전 그에게 주어진 49일 몸은 사라져버렸을지언정 아직 기억은 사라지지 않았다 49일 안에 혼자 남겨진 딸에게 꼭 알려줘야 할 얘기가 있다 해서 일건은 천국행도 포기한채 구천을 떠돌며 시도 때도 없이 딸과의 접선(?)을 꾀하고 있다 어리숙 어리바리 뭘해도 어색하고 불안 불안하게 보인다 실제로도 실수를 달고 산다 있든 없든 뭐든 베풀어야 제 마음도 편안해 지는타입이다
- 진이한 : 신재하 역

31세 유학에서 돌아와 작년에 아버지를 대신해 '누리미술관'의 새 대표가 되었다 3년 안에 '누리미술관 을 국내에서 열손가락 안에 드는 미술관으로 만들겠다는 게 그의 목표이다 부드럽고 유한 외모와는 달리 강단있고 한번 목표한 바는 무슨 수를 써서든 이루어내는 추진력을 가지고 있다 하영과는 뉴욕에서 처음 만났다 대화도 잘 통하고 괜찮은 여자이긴 한데 결혼을 해야 겠다는 생각은 들지 않는다.

### 승효의 주변 인물
- 정호빈 : 윤후진 역
- 안선영 : 여비서 역
- 조덕현 : 피기사 역
- 기주봉 : 차철수 역
- 김미경 : 오영희 역

### 영인의 주변 인물
- 이민정 : 양지숙 역
- 이언 : 권용덕 역
- 김형종 : 사채업자 1 역
- 전환규 : 사채업자 2 역

### 일건의 주변 인물
- 박지영 : 김영애 역
- 윤주상 : 사신 역

### 재하의 주변 인물
- 김성은 : 윤하영 역
- 선우용녀 : 금난희 역

### 특별출연
- 권해효 : 장례식 상조직원 역

## 시청률
| 회차   | 방송일          | AGB닐슨 시청률 |
| ------ | --------------- | -------------- |
| 제1회  | 2008년 3월 5일  | 10.5%          |
| 제2회  | 2008년 3월 6일  | 10.7%          |
| 제3회  | 2008년 3월 12일 | 10.5%          |
| 제4회  | 2008년 3월 13일 | 13.1%          |
| 제5회  | 2008년 3월 19일 | 8.8%           |
| 제6회  | 2008년 3월 20일 | 8.6%           |
| 제7회  | 2008년 3월 26일 | 8.9%           |
| 제8회  | 2008년 3월 27일 | 10.4%          |
| 제9회  | 2008년 4월 2일  | 10.1%          |
| 제10회 | 2008년 4월 3일  | 8.9%           |
| 제11회 | 2008년 4월 10일 | 8.6%           |
| 제12회 | 2008년 4월 16일 | 7.7%           |
| 제13회 | 2008년 4월 17일 | 7.5%           |
| 제14회 | 2008년 4월 23일 | 7.9%           |
| 제15회 | 2008년 4월 24일 | 8.0%           |
| 제16회 | 2008년 4월 30일 | 6.5%           |
| 제17회 | 2008년 5월 1일  | 7.3%           |

## 기타 사항
- 2008년 4월 22일 : 누구세요? 방영 분량이 16부작에서 1회 연장되어 17부작으로 변경.확정되었다.

- 김진웅 선문대 교수가 공개한 드라마PD협회 내부 자료에 따르면, 주연 배우 윤계상은 회당 1,800만원, 고아라는 회당 950만원의 출연료를 받았다.[1]